# Elsa Calcagno
Elsa Calcagno (Buenos Aires, 19 de octubre de 1905 – Buenos Aire, 25 de marzo de 1978) fue una importante compositora, pianista, pedagoga y crítica musical argentina, cuya obra se inscribe en la tradición del nacionalismo musical del siglo XX.

## Biografía
Elsa Calcagno nació el 19 de octubre de 1905 en Buenos Aires. Comenzó sus estudios en piano desde muy chica junto con Eduardo Melgar en el Instituto Musical Fontova de Buenos Aires, y posteriormente continuó su formación, incorporando composición, en el Conservatorio Nacional de Música y Declamación. Tuvo entre sus profesores a Pascual de Rogatis, Floro Ugarte, José Gil, Ricardo Rodríguez, Constantino Gaito, Roberto Kinsky y Ferrucio Calusio. Terminó sus estudios en el año 1936 con la ópera “El rosal de las ruinas”. Se casó con Mario Antonio Rabossi.
A lo largo de su carrera exploró diferentes géneros, incluyendo música sinfónica, de cámara, suites, cantatas, coral y educativa, y se caracterizó por la integración de elementos del folclore argentino y latinoamericano; manteniendo una línea cercana con el nacionalismo musical, lo que se vio reflejada en su obra. Su obra sinfónico-coral A una mujer, escrita en 1953 sobre un poema de Mario Mende Brun, constituye un homenaje a Eva Perón y ha sido analizada como una contribución a la propaganda oficial del peronismo. También se desempeñó como crítica musical en la revista La Mujer. Revista argentina para el hogar entre los años 1939 y 1943.
En 1951 obtuvo una beca de la Comisión Nacional de Cultura para estudiar el folclore argentino, viajando por el país recuperando músicas tradicionales. En 1960 obtuvo una beca de la Organización de Estados Americanos (OEA), con el fin de realizar investigaciones obre el movimiento coral en Santiago de Chile, continuando luego a actuar como jurado permanente de los concursos corales de dicho país. Al año siguiente creó la organización musical "Carlota M. P. de Calcagno", cuyo nombre es un homenaje a su madre, el cual realizaba un concurso con el objetivo de fomentar la vocación musical en los jóvenes, del cual surgieron varias figuras relevantes de la música argentina. También se desempeñó como profesora de música para niños en distintos establecimientos oficiales por más de 25 años.
A lo largo de su carrera recibió diferentes premios, como de la Asociación Argentina de Música de Cámara, la Casa de Galicia, la Dirección Nacional de Cultura, la Sociedad Guitarrística Tarraga de Rosario y la Sociedad Musical de Vercelli (Italia).
Falleció en Buenos Aires, el 25 de marzo de 1978.